# Noah Klieger
Pour les articles homonymes, voir Klieger.
Noah (Norbert) Klieger ou Kliger (né le 31 juillet 1926 à Strasbourg (France) et mort le 13 décembre 2018 à Tel Aviv-Jaffa) est un journaliste et écrivain israélien.

## Biographie
En 1938 face au péril nazi, Noah Klieger et ses parents (d’origine polonaise et ayant grandi à Nuremberg), Esther et Abraham, quittent Strasbourg pour s'installer en Belgique, tandis que Jonathan, son frère ainé, se rend à Londres, pour y faire ses études. Au déclenchement de la Seconde Guerre mondiale, Noah Klieger co-fonde un mouvement de jeunesse sioniste, qui aidait des Juifs à passer la frontière suisse. Il est finalement arrêté et déporté en janvier 1943 dans le camp de concentration d'Auschwitz. Il réussit à survivre en disputant des matchs de boxe, alors même qu'il n'avait jamais fait de boxe auparavant, un officier de la Schutzstaffel ayant demandé, pour se divertir, aux pratiquants de ce sport, de faire des matchs. Il y côtoie notamment le boxeur tunisien Young Perez et le nageur Alfred Nakache. Lui et ses parents, dispersés dans les trois sous-ensembles du camp d'Auschwitz (Monowitz-Buna pour Noah, Auschwitz pour son père, Birkenau pour sa mère) reviennent tous vivants.
Après sa libération et l'évacuation des camps, il couvre comme journaliste les procès de criminels de guerre nazis en Belgique (dont le procès des dirigeants du camp de concentration belge de Breendonk pour un journal bruxellois en mars 1946), en France et en Allemagne, mais aussi en Israël ceux de Adolf Eichmann et de John Demjanjuk.
En 1947, il émigre en Israël sur l’Exodus 1947. En 1953, il commence à travailler à L'Équipe comme correspondant en Israël. Passionné de sports, il travaille dans la presse et intègre en 1957 le quotidien israélien Yediot Aharonot. Pendant plus de 60 ans, il est également le correspondant de L'Équipe en Israël. L'Équipe et le sénateur Jean-François Lamour le proposent pour recevoir l'insigne de chevalier de la Légion d'honneur, récompense que lui remet le 1er mars 2012 l'ambassadeur de France en Israël, Christophe Bigot. Durant dix-huit ans, il préside le club de basket-ball du Maccabi Tel-Aviv. En juillet 2015, il est nommé au FIBA Hall of Fame.
Il écrit plusieurs livres sur la Shoah, notamment La boxe ou la vie : récits d'un rescapé d'Auschwitz (préfacé par Elie Wiesel, aux éditions Elkana), où il raconte son expérience. Il évoque la Shoah, notamment auprès des jeunes, au moins deux fois par semaine. En novembre 2014, il reçoit la médaille de la ville de Strasbourg.